# 쌀뜨물
쌀뜨물은 쌀을 씻고 생긴 물이다. 국이나 찌개에 사용한다던지 발효액 등으로 다시 사용할 수 있다. 또한, 쌀뜨물은 여러 가지 효능이 있는 것으로 알려져 있는데, 비타민 B1, B2, 지질 등이 녹아 있어 피부 미백에 좋으며, 냄새를 흡착하는 능력이 매우 뛰어나 악취가 제거 된다.

## 같이 보기
- 밥물